# Копылов, Валентин Владимирович
Валентин Владимирович Копылов (род. 15 октября 1983) — российский хоккеист, нападающий, тренер.

## Биография
Воспитанник новокузнецкого «Металлурга», в сезонах 1999/2000 — 2003/04 играл за «Металлург-2». В январе — феврале 2002 года провёл 9 матчей за «Металлург» в Суперлиге. Играл в низших лигах за команды «Металлург» Серов, «Металлург-2» Серов, «Янтарь» Северск (все — 2003/04), «Вымпел» Междуреченск (2004/05 — 2008/09), «Сокол» Красноярск (2009/10 — 2010/11).
Тренер в школе «Сокола» (2013—2021). В команде МХЛ «Красноярские рыси» — тренер (2021/22 — 7 февраля 2023; 2023/24, до 22 декабря), исполняющий обязанности главного тренера (2022/23, с 7 февраля; 2023/24, с 22 декабря), главный тренер (с 3 июля 2024).